# Pagurus spilocarpus
Pagurus spilocarpus is een tienpotigensoort uit de familie van de Paguridae. De wetenschappelijke naam van de soort is voor het eerst geldig gepubliceerd in 1977 door Haig.